# Аутодафе

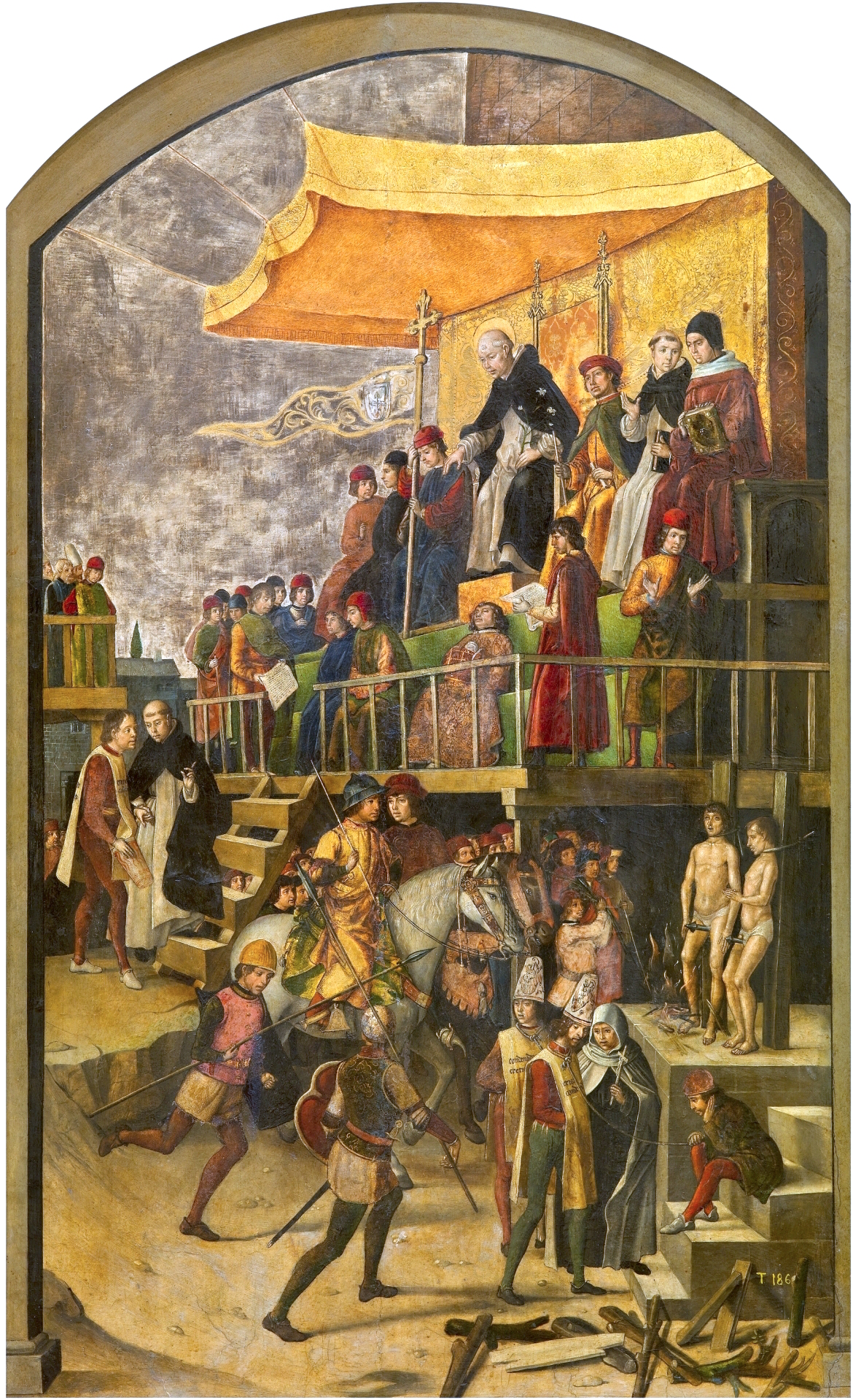
Берругете, Педро. «Святой Доминик, председательствующий на аутодафе», 1490-е

Аутодафе́ (ауто-да-фе, аут-да-фе, ауто де фе, через нем. Autodafé или фр. autodafé́, от порт. autodafe, сходно с лат. actus fidei — «дело веры») в Средние века в Испании и Португалии — торжественная религиозная церемония, включавшая в себя процессии, богослужение, выступление проповедников, публичное покаяние осуждённых еретиков, чтение приговоров и их исполнение, в том числе сожжение на костре.

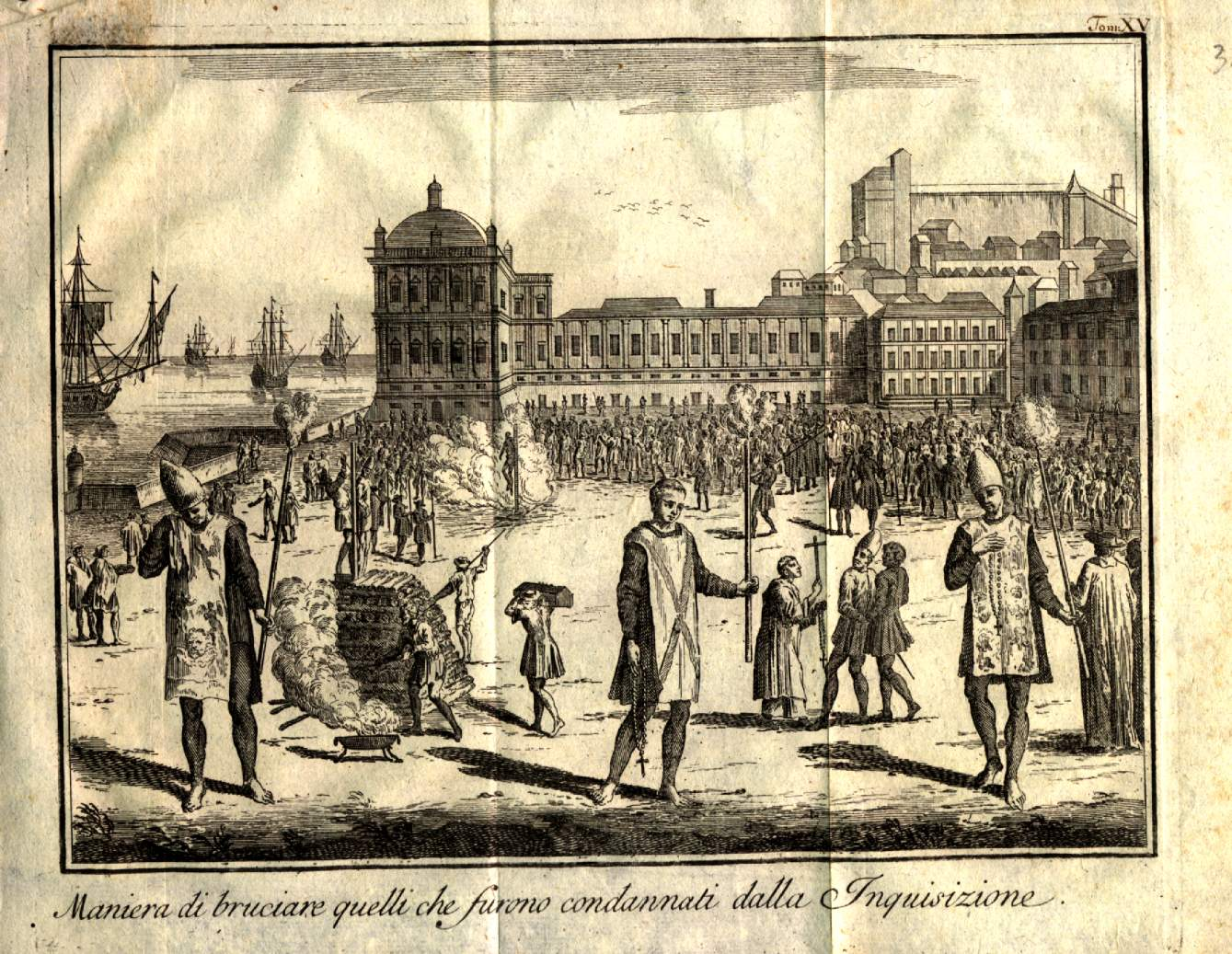
Аутодафе на Праса-ду-Комерсиу в Лиссабоне в XVII в. Гравюра неизв. художника

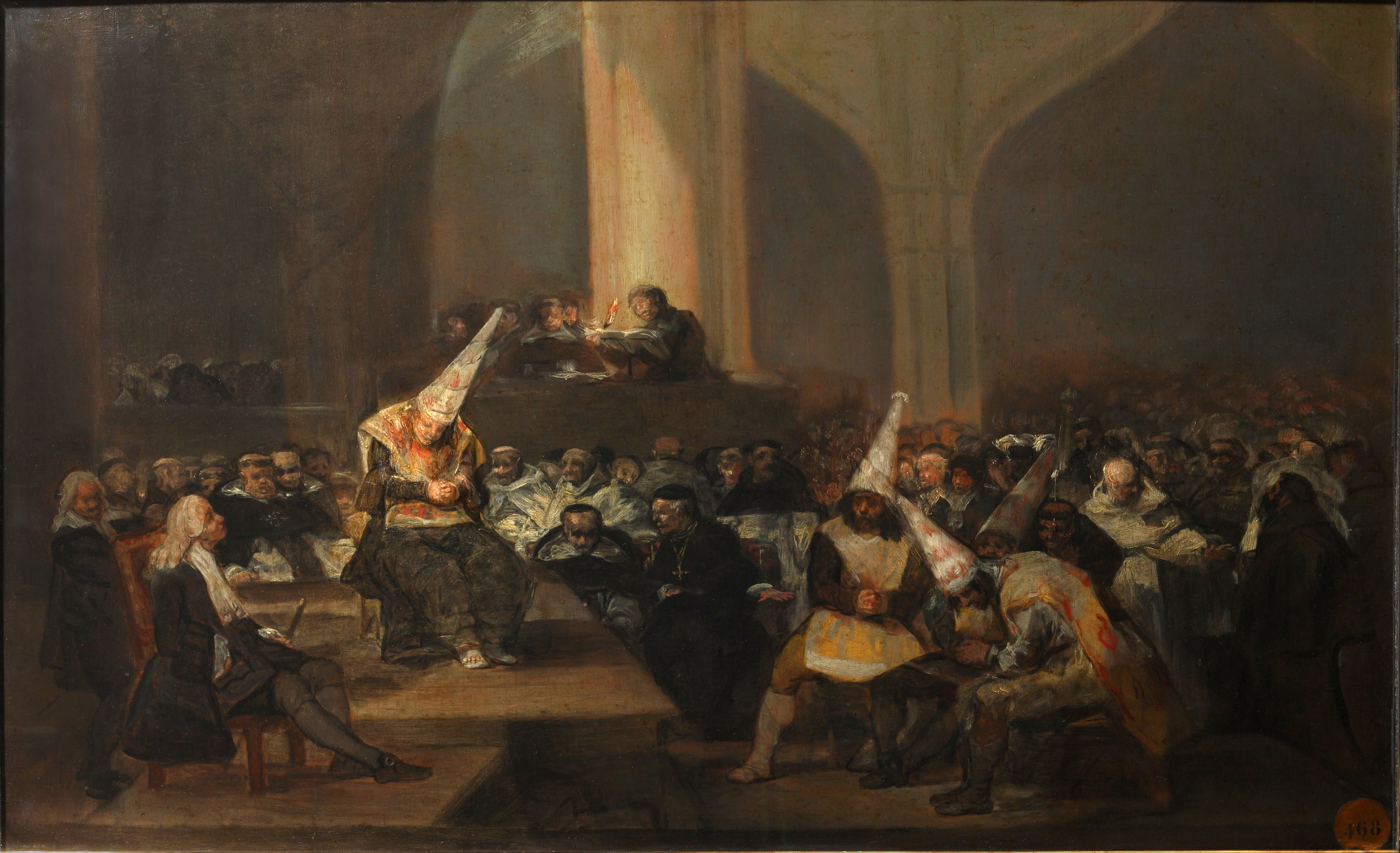
Аутодафе на картине Франсиско Гойи

## История
Считается[кем?], что аутодафе появилось с началом инквизиции (XIII век), распространение получило с конца XV века, приобретя характер массового театрализованного ритуального действа. Однако ещё в 296 году был издан эдикт императоров Диоклетиана и Максимиана о необходимости сожжения манихеев. В 1022 году несколько еретиков были сожжены во Франции, включая бывшего духовника королевы Констанции Этьена. Анна Комнина подробно описывает в «Алексиаде» сожжение на костре богомила Василия в 1025 году, говоря про императора, что тот принял решение «новое, необычное по своему характеру, неслыханное по своей смелости».
Собственно, аутодафе есть всякое торжество, устраиваемое инквизицией по поводу объявления приговора (соответствующее название во Франции sermo generalis — «общая проповедь»). Механизм провозглашения аутодафе нередко служил для обогащения королевской казны.
Практика аутодафе установилась в Испании вместе с усилением там инквизиции в конце XV века, первое аутодафе (сожжение) шести человек проведено в Севилье в 1481 году. Инквизиция действовала и в испанских колониях Америки. Позже эта практика приняла огромные размеры в течение XVI века, и просуществовала до конца XVIII века, когда аутодафе стали реже.
В Португалии, где инквизиция была учреждена в 1536 году, она не имела столь широкого масштаба. Её влияние сильно упало при Помбале, во второй половине XVIII века. Аутодафе имели место в Мексике, Бразилии и Перу.
Они также проводились в португальских колониях — в Гоа (Индия) после установления там инквизиции в период 1562—1563 годов.
В 1808 году инквизиция была отменена королём Жозефом Бонапартом. Фердинанд VII в 1814 году восстановил её, конституция кортесов 1820 года вновь её отменила, а реставрация снова ввела; окончательно упразднена в 1834 году.
Свою последнюю жертву испанская инквизиция казнила в 1826 году в Валенсии. Не раскаявшийся Каэтано Риполь, приговорённый трибуналом веры к сожжению заживо, был повешен, поскольку в это время приговоры инквизиции уже подлежали утверждению светским судом.
По Льоренте, в 1481—1808 годах в Испании сожжено живыми 31 912 человек, а 29 145 наказаны замуровыванием, галерами, конфискацией имущества.
Церковь оправдывала правомерность применения казни еретиков через сожжение на костре словами из Евангелия «пребудьте во Мне, и Я в вас. Как ветвь не может приносить плода сама собою, если не будет на лозе, так и вы, если не будете во Мне. Я есмь лоза, а вы ветви; кто пребывает во Мне, и Я в нём, тот приносит много плода; ибо без Меня не можете делать ничего. Кто не пребудет во Мне, извергнется вон, как ветвь, и засохнет; а такие ветви собирают и бросают в огонь, и они сгорают» (Ин 15:4.6).

## Исполнение
Аутодафе устраивались на главной площади города при огромном скоплении народа, в присутствии духовной и светской знати, иногда самого короля с семьёй, аристократии, городских магистратов, корпораций. Осуждённых выводили в торжественной процессии с длинными свечами в руках, в «позорной» одежде, босыми. Не смирившимся затыкали рот кляпом, чтобы они не распространяли ересь.
Для аутодафе назначался особый день, к которому велась длительная подготовка. Священники начинали приглашать горожан на церемонию за месяц до назначенного дня. Приговоры объявлялись и исполнялись по целому ряду дел сразу. За несколько дней до аутодафе сооружались деревянные трибуны и амфитеатры для знати и духовенства. Горожане украшали свои балконы флагами и коврами.
Обычно утром, после всенощных молитв проводилась католическая месса, после которой присутствующие клялись повиноваться и помогать инквизиции и участвовали в праздничном завтраке. Затем следовало чтение приговоров, сначала лёгких, потом содержащих более или менее тяжёлые наказания для раскаявшихся еретиков — публичное покаяние грешников было важнейшей частью церемонии. В заключение оглашались приговоры не раскаявшимся, и все приговорённые к тяжким наказаниям передавались в руки светской власти. Нераскаявшиеся еретики сжигались на кострах заживо, раскаявшихся, в зависимости от тяжести преступления, либо душили перед сожжением, либо отправляли на королевские галеры. Исполнение приговоров светской властью было сугубой формальностью, поскольку приговоры инквизиции не подлежали обжалованию и утверждению королевским судом. Публичная казнь была обязательным завершением торжественной религиозной церемонии.

## Употребление слова
В общераспространённом употреблении аутодафе — это также процедура приведения приговора в действие, главным образом, публичное сожжение осуждённых на костре, хотя формально казнь не являлась частью религиозной церемонии аутодафе, а относилась к юрисдикции светской власти. Такой перенос значения может быть обусловлен тем обстоятельством, что общественность не воспринимала этого различия, во-первых, в условиях слияния церковной и светской власти и, во-вторых, в условиях единства места, времени и состава участников этих событий, два события воспринимались как одно, и название метонимично закрепилось за его «главной частью». Аутодафе следует отличать от костра тщеславия, на котором сжигались книги, зеркала, духи и прочие «орудия светской тщеты».